# わが青春の北壁/西城秀樹
『わが青春の北壁/西城秀樹』（わがせいしゅんのほくへき さいじょうひでき）は、西城秀樹の3枚組ライブ・アルバム。1977年12月20日にRCAから発売された。

## 内容
1977年7月28日に日生劇場において開催された、西城秀樹・初のミュージカル（劇団四季）「わが青春の北壁」の模様が収録されている。

## 収録曲
| 全作詞: 阿久悠、全作曲・編曲: 三木たかし。 |                                          |        |            |                        |
| #                                          | タイトル                                 | 作詞   | 作曲・編曲 | 歌                     |
| A1.                                        | 「序曲〜雪のベッドで見た夢は」(一幕)     | 阿久悠 | 三木たかし | アンサンブル           |
| A2.                                        | 「セクシーロックンロール・バンド」(一幕) | 阿久悠 | 三木たかし | 西城秀樹とアンサンブル |
| A3.                                        | 「ソウルベイビー」(一幕)                 | 阿久悠 | 三木たかし | 西城秀樹とアンサンブル |
| B1.                                        | 「サマーメランコリー」(一幕)             | 阿久悠 | 三木たかし | 菱谷紘二               |
| B2.                                        | 「嘘をつくな」(一幕)                     | 阿久悠 | 三木たかし | 西城秀樹とアンサンブル |

| 全作詞: 阿久悠、全作曲・編曲: 三木たかし。 |                                          |        |            |                      |
| #                                          | タイトル                                 | 作詞   | 作曲・編曲 | 歌                   |
| A1.                                        | 「兄がいた」(一幕)                       | 阿久悠 | 三木たかし | 西城秀樹・久野綾希子 |
| A2.                                        | 「ブルースカイ・ブルーマウンテン」(二幕) | 阿久悠 | 三木たかし | アンサンブル         |
| A3.                                        | 「時は流れて」(二幕)                     | 阿久悠 | 三木たかし | 西城秀樹・久野綾希子 |
| B1.                                        | 「禁じられた愛」(二幕)                   | 阿久悠 | 三木たかし | 西城秀樹             |
| B2.                                        | 「心を残して」(二幕)                     | 阿久悠 | 三木たかし | 滝田栄とアンサンブル |

| 全作詞: 阿久悠、全作曲・編曲: 三木たかし。 |                            |        |            |                                  |
| #                                          | タイトル                   | 作詞   | 作曲・編曲 | 歌                               |
| A1.                                        | 「人生はサーカスだ」(二幕) | 阿久悠 | 三木たかし | 菱谷紘二・菅本烈子とアンサンブル |
| A2.                                        | 「雪の幻想」(二幕)         | 阿久悠 | 三木たかし | ダンス・シークェンス             |
| B1.                                        | 「別れの口づけ」(二幕)     | 阿久悠 | 三木たかし | 久野綾希子                       |
| B2.                                        | 「ソウル・ベイビー」(二幕) | 阿久悠 | 三木たかし | 西城秀樹・菱谷紘二               |
| B3.                                        | 「わが青春の北壁」(二幕)   | 阿久悠 | 三木たかし | 西城秀樹                         |
| B4.                                        | 「フィナーレ」(二幕)       | 阿久悠 | 三木たかし |                                  |

## ミュージカル
三木たかしが『ジーザス・クライスト・スーパースター』の大ファンだったこと、西城秀樹も劇団四季の「ジーザス・クライスト＝スーパースター エルサレム版」に感銘を受けたこと、当時、日本のミュージカルスターでお客を呼べる役者はまだいなかったこと、などの条件が重なり、阿久悠がアクション歌手・西城のために、ミュージカルを創作し、西城一人と劇団四季とのジョイントが実現した。西城はミュージカル初挑戦。阿久悠台本・作詩、三木たかし作曲、浅利慶太演出で、1977年7月5日-7月28日、日生劇場で公演が行われた。
アイドル歌手として超多忙だった西城は、四季の稽古場に1ヵ月、休むことなく通い、四季独特の発声法を学んで舞台に臨んだ。山と都会の場面が交錯しながら、ダンスや歌で彩られる。西城のセリフ回しにはやや難があるが、歌とダンスは及第点で、当時、日本の創作ミュージカルは愚作続きと評されていたが、本作は良作と評判を呼んだ。

### あらすじ
山男の有光良（西城秀樹）は山を捨てナイトクラブで働く。良の兄・有光洋（滝田栄）は有名な登山家だったが、3人の友人を山で失い、自身も大ケガを負った。その北アルプス北壁に弔い合戦を決意。同行するのは妻の有光夏子（久野綾希子）と弟・良。良が山を捨てていたのは義姉・夏子を愛してしまったからだった。有光洋・夏子は遭難し、死に至る。死を目前にして夏子は良を以前から愛していたと告白する。

### スタッフ
- 台本・作詞：阿久悠
- 作曲・編曲：三木たかし
- 演出：浅利慶太・宮島春彦
- 音楽監督：渋谷森久
- 振付：山田卓
- 企画協力：安倍寧

### キャスト
- 有光良：西城秀樹
- 有光洋（有光良の兄）：滝田栄
- 有光夏子（有光洋の妻・良の義姉）：久野綾希子
- 木原武：井関一
- 木原順子：三田和代
- 木原圭子：平本晶子
- 三枝れい：菅本烈子
- ジンギ：菱谷紘二
- コマワリ：宮崎厚己
- アミン：園岡新太郎
- 秋山：高桑満
- 桐原：田代久雄

## スタジオ・アルバム
ミュージカル『わが青春の北壁』中の楽曲のみをスタジオ録音したアルバムも、1977年7月25日にRCAから発売された。8枚目のオリジナル・アルバムとなっている。

### 収録曲
| 全作詞: 阿久悠、全作曲・編曲: 三木たかし。 |                                                    |        |            |
| #                                          | タイトル                                           | 作詞   | 作曲・編曲 |
| A1.                                        | 「序曲〜雪のベッドで見た夢は」                     | 阿久悠 | 三木たかし |
| A2.                                        | 「セクシーロックンロール・バンド〜ソウルベイビー」 | 阿久悠 | 三木たかし |
| A3.                                        | 「サマーメランコリー」                             | 阿久悠 | 三木たかし |
| A4.                                        | 「嘘をつくな」                                     | 阿久悠 | 三木たかし |
| A5.                                        | 「兄がいた（ダンス・シークェンス）」               | 阿久悠 | 三木たかし |
| B1.                                        | 「ブルースカイ・ブルーマウンテン（雪山讃歌）」     | 阿久悠 | 三木たかし |
| B2.                                        | 「時は流れて」                                     | 阿久悠 | 三木たかし |
| B3.                                        | 「禁じられた愛（良のアリア）」                     | 阿久悠 | 三木たかし |
| B4.                                        | 「心を残して」                                     | 阿久悠 | 三木たかし |
| B5.                                        | 「人生はサーカスだ」                               | 阿久悠 | 三木たかし |
| B6.                                        | 「雪の幻想（ダンス・シークェンス）」               | 阿久悠 | 三木たかし |
| B7.                                        | 「別れの口づけ（夏子のアリア）」                   | 阿久悠 | 三木たかし |
| B8.                                        | 「わが青春の北壁」                                 | 阿久悠 | 三木たかし |

## 復刻盤
- 上記のうちライブアルバムが2022年6月24日発売、GOH HOTODAによるデジタルリマスタリング盤、Blu-spec CD2、紙ジャケット仕様